# 10771 Ouro Preto
A 10771 Ouro Preto (ideiglenes jelöléssel 1990 VK6) a Naprendszer kisbolygóövében található aszteroida. Eric Walter Elst fedezte fel 1990. november 15-én.